# Dragon Ball Z
 Der er for få eller ingen kildehenvisninger i denne artikel, hvilket er et problem. Du kan hjælpe ved at angive troværdige kilder til de påstande, som fremføres i artiklen.

Dragon Ball Z er en japansk animationsserie produceret af Toei Animation. Dragon Ball Z er efterfølgeren til Dragon Ball og dækker de sidste 325 kapitler af den originale Dragon Ball-manga skrevet af Akira Toriyama. Mangaen blev afsluttet i 1995, mens tv-serien rundede af i starten af 1996.
Historien følger hovedpersonen Son Goku, som efter afslutningen af den forrige serie, Dragon Ball, er blevet voksen. Med sine allierede må han nu beskytte Jorden fra diverse skurke, som intergalaktiske kæmpere, magtfulde androider og uforgængelige væsner. I løbet af serien møder han ikke kun nye venner, men han bliver også far til to sønner, Son Gohan og Son Goten.
Serien er et kulturelt fænomen, som er anerkendt for at have populariseret anime i den vestlige verden. Succesen har betydet, at serien fik 17 film samt over 100 videospil. Serien har også fået en række efterfølgere. Grundet seriens enorme popularitet ønskede Toei Animation at fortsætte den, selv efter Toriyama havde afsluttet Dragon Ball-mangaen. Dette førte i 1996 til serien Dragon Ball GT, som Toriyama kun bidrog til med karakterdesign. Serien nåede kun op på 64 episoder og betragtes ikke som værende kanon blandt Dragon Ball-fans. I Danmark er der blevet dubbet frem til episode 104 samt 11 Dragon Ball Z-film, som blev udgivet på VHS og DVD.
Dragon Ball Z vendte tilbage i 2009 i form af Dragon Ball Z: Kai, som blev produceret for at fejre seriens 20-års jubilæum. Dragon Ball Z: Kai er den originale serie genskabt i HD-kvalitet og redigeret for at tættere tilpasse sig den oprindelige vision for Toriyamas manga, hvilket vil sige, at fyld er blevet fjernet.
I 2013 kom Toriyama på banen igen for første gang siden afslutningen af mangaen i 1995 med filmen Dragon Ball Z: Battle of Gods samt 2015-efterfølgeren Resurrection 'F'. I 2015 begyndte tv-serien Dragon Ball Super, som er baseret på resumeer fra Toriyama. De første 27 episoder af Dragon Ball Super genfortæller de to film, hvorefter serien tager en helt ny retning.
Serien begyndte at bliver sendt i august 2002 på DR1, hvor den hurtigt nåede op på næsten 200.000 samtidige seere per september 2002.

## Stemmer
| Rolle        | Original stemme                                   | Dansk stemme         |
| ------------ | ------------------------------------------------- | -------------------- |
| Son Goku     | Masako Nozawa                                     | Caspar Phillipson    |
| Son Gohan    | Masako Nozawa                                     | Pauline Rehné        |
| Kuririn      | Mayumi Tanaka                                     | Jan Tellefsen        |
| Piccolo      | Toshio Furukawa                                   | Christian Damsgaard  |
| Yamcha       | Tōru Furuya                                       | Christian Damsgaard  |
| Tien Shinhan | Hirotaka Suzuoki                                  | Peter Secher Schmidt |
| Mester Kaio  | Jōji Yanami                                       | Michael Boesen       |
| Vejita       | Ryō Horikawa                                      | Kristian Boland      |
| Nappa        | Shōzō Iizuka                                      | Micheal Elo          |
| Frieza       | Ryūsei Nakao                                      | Peter Secher Schmidt |
| Bulma        | Hiromi Tsuru                                      | Mei Oulund           |
| Chi-Chi      | Mayumi Shō (Sæson 1-2) Naoko Watanabe (Sæson 3-9) | Mei Oulund           |
| Fortæller    | Jōji Yanami                                       | Jørn Gottlieb        |